# Rindöby
Rindöby är en småort på norra stranden av ön Rindö i Vaxholms kommun, Stockholms län.
Rindöby är en av två orter på ön. Söder om Rindöby ligger den utbredda tätorten Rindö.

## Befolkningsutveckling
| Befolkningsutvecklingen i Rindöby 1990–2023 | Befolkningsutvecklingen i Rindöby 1990–2023 | Befolkningsutvecklingen i Rindöby 1990–2023 | Befolkningsutvecklingen i Rindöby 1990–2023 | Befolkningsutvecklingen i Rindöby 1990–2023 |
| ------------------------------------------- | ------------------------------------------- | ------------------------------------------- | ------------------------------------------- | ------------------------------------------- |
|                                             |                                             |                                             |                                             |                                             |
| År                                          |                                             |                                             | Folkmängd                                   | Areal (ha)                                  |
| 1990                                        | 1990                                        |                                             | 62                                          | 18#                                         |
| 1995                                        | 1995                                        |                                             | 60                                          | 29#                                         |
| 2000                                        | 2000                                        |                                             | 80                                          | 29#                                         |
| 2005                                        | 2005                                        |                                             | 77                                          | 29#                                         |
| 2010                                        | 2010                                        |                                             | 73                                          | 29#                                         |
| 2015                                        | 2015                                        |                                             | 124                                         | 55#                                         |
| 2020                                        | 2020                                        |                                             | 132                                         | 60#                                         |
| 2023                                        | 2023                                        |                                             | 126                                         | 57                                          |
| Anm.: # Som småort.                         |                                             |                                             |                                             |                                             |